# Tomasz Kazimierz Sapieha
Pour les articles homonymes, voir Sapieha.
Ne doit pas être confondu avec Tomasz Sapieha.
Tomasz Kazimierz Sapieha (né en 1621, mort le 30 mars 1654), magnat de Pologne-Lituanie, membre de la famille Sapieha, grand intendant de Lituanie.

## Biographie
Tomasz Kazimierz Sapieha est le fils de Fryderyk Sapieha (1585-1626) et de Ieva Skaszewska.
Il étudie d'abord au collège jésuite de Lublin, puis entre, en 1635, à l'Université Jagellonne de Cracovie avant de rendre en Italie avec le frère Jan Fryderyk, pour suivre ses études dans les universités de Bologne et de Padoue, puis de voyager en Allemagne, en France et en Angleterre.
En 1648 Tomasz Kazimierz devient Rittmeister d'un régiment de hussards. Dans la même année, il accompagne Adam Kisel (en), chargé de négocier avec l'hetman cosaque, Bohdan Khmelnytsky. En septembre 1648 il participe à la bataille de Piławce contre les Cosaques. L'année suivante, Tomasz Kazimierz participe au siège de Zbarazh (en) et est nommé grand intendant de Lituanie.
En 1650, il prend le commandement d'un régiment cosaque, à la tête duquel il participe à la bataille de Berestechko l'année suivante. Il est blessé à deux reprises et trouve la mort près de Biały Kamień (pl), le 30 mars 1654.

## Mariage et descendance
Tomasz Kazimierz Sapieha épouse Zofia z Moniwidów Dorohostajskich, fille de Władysław Monwid Dorohostajski (pl). Grâce à ce mariage, il reçoit l'héritage de la famille Dorohostajski. Le mariage demeure sans descendance.

## Sources
- (pl) Cet article est partiellement ou en totalité issu de l’article de Wikipédia en polonais intitulé « Tomasz Kazimierz Sapieha » (voir la liste des auteurs).